# Tubulin
Tubulin er et protein der er byggesten af mikrotubuli. Mikrotubuli er en af de vigtigste komponenter i dyrecellen, da de er med til bl.a. celledeling, cytokinese og vesikeltransport. Tubulin er en stor del af cytoskelettet.
 Der er for få eller ingen kildehenvisninger i denne artikel, hvilket er et problem. Du kan hjælpe ved at angive troværdige kilder til de påstande, som fremføres i artiklen.

| Biokemi | Spire Denne biokemiartikel er en spire som bør udbygges. Du er velkommen til at hjælpe Wikipedia ved at udvide den. |